# Claye-Souilly
Claye-Souilly – miejscowość i gmina we Francji, w regionie Île-de-France, w departamencie Sekwana i Marna.
Według danych na rok 1990 gminę zamieszkiwało 9740 osób, a gęstość zaludnienia wynosiła 646 osób/km² (wśród 1287 gmin regionu Île-de-France Claye-Souilly plasuje się na 240. miejscu pod względem liczby ludności, natomiast pod względem powierzchni na miejscu 166.).